# Kletsk
Kletsk (bielorruso y ruso: Клецк) es una ciudad subdistrital de Bielorrusia, capital del distrito homónimo en la provincia de Minsk.
En 2023, la ciudad tenía una población de 11 350 habitantes.
Se ubica unos 30 km al este de Baránavichi, en el cruce de las carreteras P12, P13 y P103.

## Historia
Se conoce la existencia del asentamiento en documentos desde 1127, cuando era sede de un principado en la Rus de Kiev, pero a mediados del siglo XIII fue incendiada tras la invasión mongola. En el siglo XIV, el principado se integró en el Gran Ducado de Lituania. En 1506 tuvo lugar aquí la batalla de Kletsk, en la que los lituanos consiguieron derrotar a las tropas del Kanato de Crimea; el gran duque Alejandro I Jagellón, quien conoció la noticia de la victoria en su lecho de muerte, concedió a Kletsk el derecho a organizar una feria anual.
En 1559, Segismundo II Augusto Jagellón concedió un nuevo privilegio con dos ferias anuales. En 1652, Juan II Casimiro otorgó a la ciudad el Derecho de Magdeburgo. En 1655, la ciudad fue destruida por las tropas rusas, y se fomentó su reconstrucción a partir de 1683 con el establecimiento de un monasterio de la Orden de Predicadores. A principios del siglo XVIII, Augusto II de Polonia volvió a conceder el privilegio de dos ferias anuales.
En la partición de 1793 se integró en el Imperio ruso, que estableció aquí el centro de un vólost en el uyezd de Slutsk, reduciendo la ciudad al estatus de miasteczko. Según la Paz de Riga de 1921, se integró en la Segunda República Polaca, hasta que en 1939 pasó a formar parte de la RSS de Bielorrusia, que en 1940 le dio el estatus de ciudad y el de capital distrital. En 1941, los invasores alemanes asesinaron aquí a unos cuatro mil judíos, que hasta entonces formaban la mitad de la población local en un shtetl; la ciudad fue repoblada en las décadas posteriores principalmente con bielorrusos étnicos.